# The NextGen Series
NextGen Series is gestart als een Europese voetbalcompetitie voor jeugdelftallen van Betaald Voetbal Organisaties. Het toernooi wordt gespeeld in een Champions League-opzet. In 2011 verbond de UEFA zich voor drie seizoenen aan het format en nam de organisatie alle onkosten voor haar rekening.

## Opzet
De NextGen Series wordt gespeeld volgens een Champions League-opzet. In de eerste editie werden 16 clubs verdeeld over vier groepen. De groepsfase werd tot en met de jaarwisseling afgewerkt. In de tweede seizoenhelft startte de knock-outfase. Met ingang van het tweede seizoen werd het toernooi uitgebreid naar 24 clubs.

## Geschiedenis

### Eerste editie 2011/12
Aan de eerste editie deden zestien clubs mee. De elftallen mochten enkel uit spelers bestaan die op of na 1 januari 1992 geboren waren.
| Groepsfase: 16 clubs * | knock-outfase: 8 clubs            |
| ---------------------- | --------------------------------- |
| 16 clubs               | 4x #1 groepsfase 4x #2 groepsfase |

* De 16 clubs in de groepsfase spelen in 4 groepen van 4 clubs. Zij spelen tegen elke club uit de groep een thuis- en een uitwedstrijd. De nrs. 1 en 2 van de groepen plaatsen zich voor de tweede ronde (knock-outfase).

### Tweede editie 2012/13
In de tweede editie werd het deelnemersveld uitgebreid naar 24 clubs. Het verschil ten opzichte van de eerste editie was dat er 16 clubs naar de knock-outfase gingen. Niet alleen de nrs 1 en 2 van de groepen plaatsen zich voor de tweede ronde maar ook de vier beste nrs 3. 
| Groepsfase: 24 clubs * | knock-outfase: 16 clubs                            |
| ---------------------- | -------------------------------------------------- |
| 24 clubs               | 6x #1 groepsfase 6x #2 groepsfase 4x #3 groepsfase |

* De 24 clubs in de groepsfase spelen in 6 groepen van 4 clubs. Zij spelen tegen elke club uit de groep een thuis- en een uitwedstrijd. De nrs. 1 en 2 van de groepen plaatsen zich voor de tweede ronde (knock-outfase). De vier beste nrs. 3 van alle groepen plaatsen zich ook voor de tweede ronde.

## Finales
| Seizoen | Datum         | Winnaar        | Uitslag        | Finalist | Stadion, plaats                  |
| ------- | ------------- | -------------- | -------------- | -------- | -------------------------------- |
| 2011/12 | 25 maart 2012 | Internazionale | 1–1 (5–3 n.s.) | Ajax     | Matchroom Stadium, Londen        |
| 2012/13 | 1 april 2013  | Aston Villa    | 2–0            | Chelsea  | Stadio Giuseppe Sinigaglia, Como |

## Statistieken

### Topscorers per seizoen
| Seizoen | Goals | Naam                             | Club                  |
| ------- | ----- | -------------------------------- | --------------------- |
| 2011/12 | 7     | Jean Marie Dongou Viktor Fischer | FC Barcelona AFC Ajax |
| 2012/13 | 7     | Graham Burke Islam Feruz         | Aston Villa Chelsea   |